# Dick de Boer (historicus)
Dick Edward Herman de Boer (Sliedrecht, 1 mei 1947) is een Nederlands mediëvist en emeritus-hoogleraar aan de Rijksuniversiteit Groningen.

## Loopbaan
Dick de Boer groeide op in Den Haag en ging in 1965 geschiedenis studeren aan de Rijksuniversiteit Leiden, met het bijvak neerlandistiek. Hij deed zijn doctoraalexamen in 1971, waarbij hij de lesbevoegdheid in de vakken Geschiedenis en Nederlands behaalde. Hij was student- en later doctoraalassistent van de hoogleraar middeleeuwse geschiedenis Dolf Cohen. Na twee jaar als ZWO-onderzoeker en twee jaar als docent in het voortgezet onderwijs werd hij in 1976 wetenschappelijk medewerker in Leiden, waar hij in 1978 promoveerde op het proefschrift Graaf en grafiek. In 1985 volgde zijn bevordering tot universitair hoofddocent.
Per 1 juli 1992 werd Dick de Boer hoogleraar middeleeuwse geschiedenis aan de Rijksuniversiteit Groningen. In 2002 werkte hij als gasthoogleraar aan de Universiteit van Michigan in Ann Arbor. Vanaf juli 2006 tot september 2010 was hij voor 50% van zijn werktijd directeur van de Nederlandse Onderzoekschool Mediëvistiek. Op 23 mei 2011 hield hij zijn afscheidscollege. Bij die gelegenheid werd hij bevorderd tot Officier in de Orde van Oranje-Nassau. Formeel ging hij op 1 juni 2012 met emeritaat, waarna hij tot 1 september 2013 nog voor 10% in dienst van de RUG bleef als coördinator van het door hem opgezette ESF-project Cuius Regio. In juni 2020 trad hij voor het laatst op als promotor, waarmee het totaal van zijn promovendi op 33 kwam.

## Nevenactiviteiten
In zijn Leidse tijd had Dick de Boer diverse maatschappelijke functies. Hij was onder meer medeoprichter en bestuurslid van de Vereniging van Vrienden van het Gemeentearchief Jan van Hout, oprichter en eerste voorzitter van de Vereniging O.C. van Hemessen (voor geschiedenis en cultuur van de dorpen Hoogmade en Woubrugge) en lid van de Rijkscommissie voor Vaderlandse geschiedenis. Bij zijn vertrek ontving hij de gouden erespeld van de stad Leiden.
In zijn Groninger tijd was hij onder meer voorzitter van het bestuur van het Instituut voor Nederlandse Geschiedenis in Den Haag. Daarnaast was hij voorzitter en medeoprichter van de Stichting Digitaal Oorkondenboek Groningen en Drenthe, de Stichting Verdronken Geschiedenis en de Stichting Bevordering Middeleeuwse Studies. Ook maakte hij ruim twee decennia deel uit van de redactie van het tijdschrift Spiegel Historiael. Internationaal was hij 14 jaar lid van de Programming Committee van het International Medieval Congres in Leeds en medeoprichter en eerste Academic Director van CARMEN (Cooperative for the Advancement of Research through a Medieval European Network).
Na zijn emeritaat verhuisde hij naar Leiderdorp. Van 2014 tot voorjaar 2020 was hij lid (vanaf 2015 voorzitter) van de Adviescommissie Cultuurhistorie van B&W Leiden. Tevens werd hij secretaris van de Stichting Historisch Leiden en de Stichting het Kleine Leidse Woonhuis en voorzitter van de symposiumcommissie die jaarlijks het najaarssymposium tijdens de week voor de Leidse Geschiedenis organiseert. In 2015 was hij medeoprichter en sindsdien voorzitter van het bestuur van de Stichting Tot Gedachtenis, die ijvert voor de interesse voor en het onderzoek naar memoria en dodengedachtenis tot het begin van de 17de eeuw als onderdeel van het cultureel-religieus erfgoed in Nederland.

## Publicaties
De publicaties van Dick de Boer bestrijken zeer uiteenlopende thema's van mirakelverhalen tot stadsarcheologie. Zij zijn geschreven voor alle publieksgroepen van basisonderwijs tot wetenschap, in zeer uiteenlopende vorm van schoolboek tot infotainment voor televisie (Teleac, Verre Verwanten) en van historisch cultureel reisboek (Emo's Reis) tot bronnenpublicaties. Recent publiceerde hij een boek over de geschiedenis van Leiderdorp tijdens de Tachtigjarige Oorlog, een boek over de middeleeuwse wortels van de Nederlandse hofjes en twee bundels over de geschiedenis van regionale identiteit in Europa.